# إلسي لوك
إلسي لوك (بالإنجليزية: Elsie Locke) (17 أغسطس 1912 في نيوزيلندا - 8 أبريل 2001، كرايستشرش في نيوزيلندا)؛ مؤرخة، كاتِبة وروائية نيوزيلندية.